# Thiasophila wockii
Thiasophila wockii är en skalbaggsart som först beskrevs av Schneider 1862.  Thiasophila wockii ingår i släktet Thiasophila, och familjen kortvingar. Arten är reproducerande i Sverige.